# Chorebus pulchellus
Chorebus pulchellus är en stekelart som beskrevs av Griffiths 1967. Chorebus pulchellus ingår i släktet Chorebus och familjen bracksteklar. Inga underarter finns listade i Catalogue of Life.